# Pfarrkirche Mannersdorf am Leithagebirge

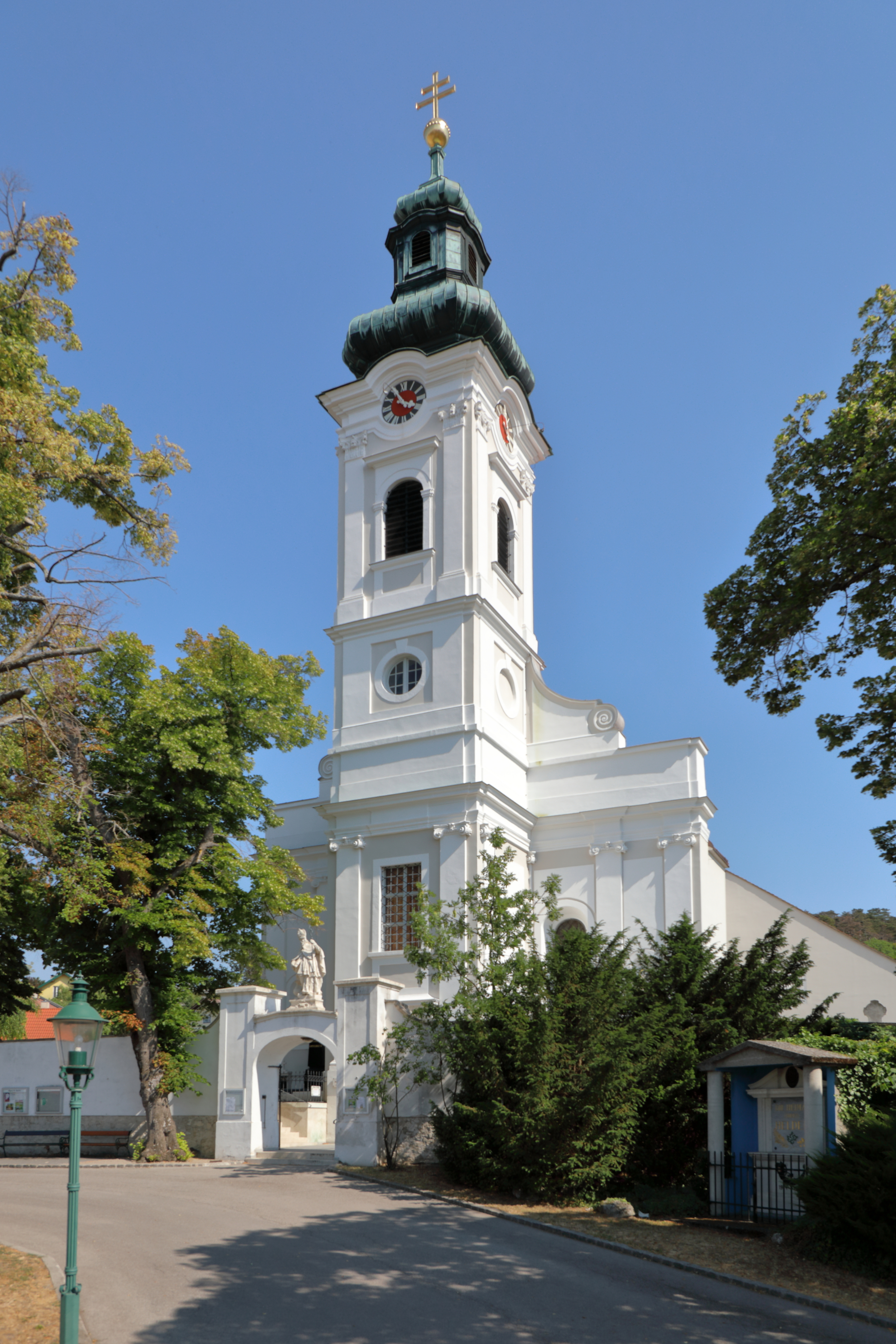
Pfarrkirche hl. Martin in Mannersdorf

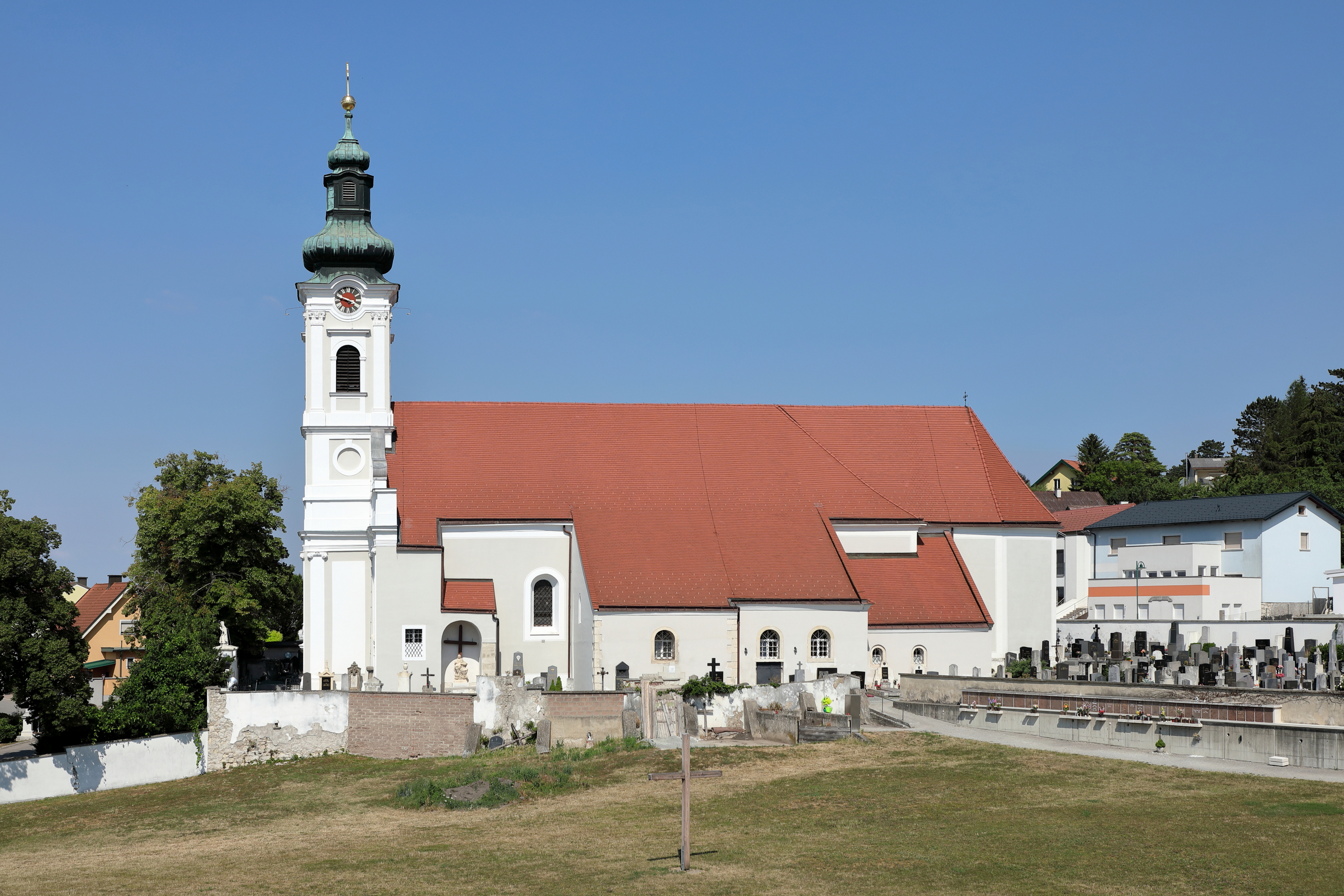
Westansicht der Pfarrkirche

Die Pfarrkirche Mannersdorf am Leithagebirge steht im Südwesten der Stadtgemeinde Mannersdorf am Leithagebirge im Bezirk Bruck an der Leitha in Niederösterreich. Die dem Patrozinium Martin von Tours unterstellte römisch-katholische Pfarrkirche gehört zum Dekanat Bruck an der Leitha im Vikariat Unter dem Wienerwald der Erzdiözese Wien. Die Kirche steht unter Denkmalschutz (Listeneintrag).

## Geschichte
Für die Gründung der Pfarre wird das 13. Jahrhundert angenommen. In der ehemaligen Kapelle des Perlmooser-Hofes wird für 1340 ein Pfarrer genannt. Diese Kapelle ist ein eigenständiges Bauwerk abseits der Pfarrkirche.
Bei der Innenrenovierung der Pfarrkirche ab 1978 wurde im Zuge einer Notgrabung ein geosteter romanisch-gotischer Vorgängerbau festgestellt, wobei die Architekturteile aus mehreren Bauphasen in den barocken Fundamenten vermauert waren und auch römische Spolien enthielten.

## Architektur
Die barocke Saalkirche mit einem eingezogenen einjochigen Chor mit 3/6-Schluss und niedrigen Anbauten an der südwestlichen Langhauswand unter einem Satteldach hat einfache Rundbogenfenstern mit gemalten Rahmen. Der Giebelfassade mit Pilastern gegliedert und mit Nischenstatuen hll. Petrus und Paulus versehen wurde 1798 vom Baumeister Georg Hammer ein mächtiger Turm mit Eckpilastern, korbartigen Schallfenstern, Uhrengiebeln und einer hohen Laternenzwiebel vorgestellt. Die Anbauten beinhalten die nach 1638 erbaute innere Sakristei mit Stichkappentonne und Zugang zum Chor, die um 1839 erbaute äußere Sakristei mit Kreuzgratgewölbe und Zugang zum Langhaus, und ein gotisches ehemaliges Turmuntergeschoß mit starken Mauern und behauenen Ortsteinen und spitzbogigen Fenstergewänden und Zugang zum Langhaus. Das ehemalige äußere Turmportal erhielt nach 1761 eine Stichkappentonne und wurde eine Hl.-Grab-Kapelle.
Das sechsjochige Langhaus mit Stichkappentonne entstand vom 1. bis 4. Joch um 1638 durch Baumeister Peter Spey und wurde nach einem Brand nach 1761 um das 5. und 6. Joch erweitert. Bemerkenswert ist, dass die Langhauswände beim 2. Joch nischenartig ausgehöhlt sind. Die kreuzgewölbte Westempore um 1761 auf Pilastern und zwei Säulen zeigt an der vorschwingenden Holzbrüstung einen Doppeladler aus 1904 und trägt seitlich an den Langhauswänden hölzerne verglaste Oratorien. Die Glasmalereien zeigen im Langhaus Szenen aus dem Leben des hl. Martin, bei der Orgel die hl. Cäcilia, im Chor das Herz Jesu, Maria Immaculata und die Hl. Familie.

## Ausstattung

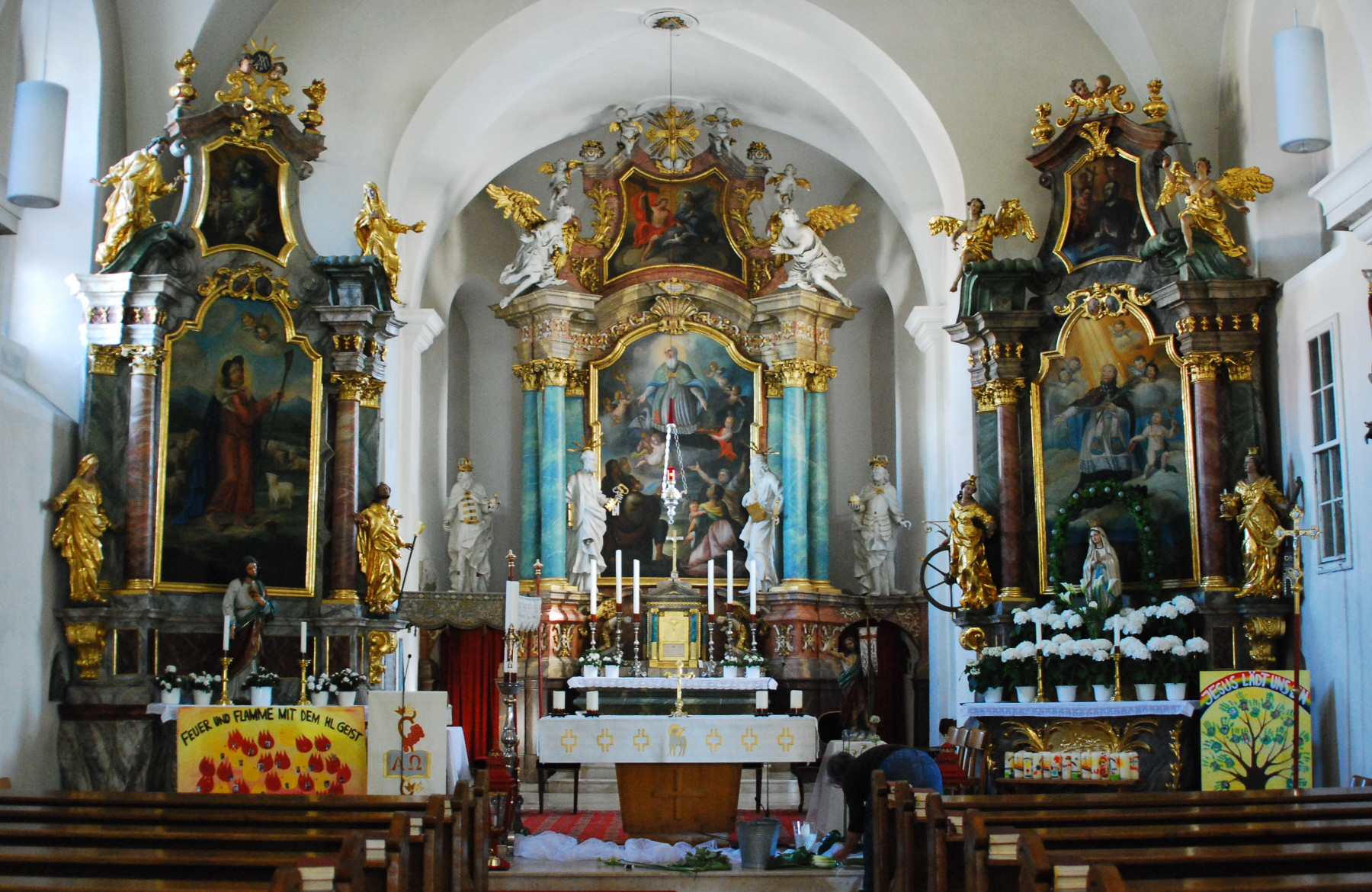
Der Altar der Martinskirche

Die Kirche hat eine Gruppe von drei Altären aus dem ersten Viertel des 18. Jahrhunderts, jeweils mit flankierenden freien Säulen vor Pilasterpfeilern, mit spitzkantigem Gebälk und Sprenggiebeln. Die Altarblätter malte A. Bathyany 1839 in barocken Formen.
Der Hochaltar mit einer hohen Staffel und Opfergangsportalen zeigt das Altarbild Himmelfahrt des hl. Martin und trägt die seitlichen Statuen der Heiligen ungarischen Könige Stephan und Emmerich sowie die Statuen Peter und Paul, der von Engelsfiguren flankierte Auszug zeigt das Bild Dreifaltigkeit. Der linke Seitenaltar zeigt das Altarbild Guter Hirte und darüber das Wappen Lamberg und trägt seitlich die barocken Statuen Anna und Joachim und zeigt im Auszug das Bild Gottvater flankiert von Statuen hl. Aloysius und hl. Frau. Der rechte Seitenaltar zeigt das Altarbild hl. Johannes Nepomuk und trägt die seitlichen Statuen Katharina und Barbara und zeigt im Auszug das Bild einer Heiligen mit einem Buch. Die Altartische der Seitenaltäre haben Reliefkartuschen, links mit der Schrift <Ich bin die Tühre>, rechts mit dem Martyrium des hl. Johannes Nepomuk.
In der Äußeren Sakristei steht ein klassizistischer Altar um 1780 aus der ehemaligen Kapelle des Perlmooser Hofes, er zeigt das Bild Herz Jesu um 1850. In der Heilig-Grab-Kapelle steht ein Heilig Grab um 1900, darüber ein barocker Tabernakel aus dem dritten Viertel des 18. Jahrhunderts mit dem Relief Enthauptung der hl. Katharina und ein volkstümliches Kreuz mit den Leidenswerkzeugen aus dem Ende des 19. Jahrhunderts.
Eine Pietà mit Kreuz und Gottvater um 1770 ist in Verwahrung.

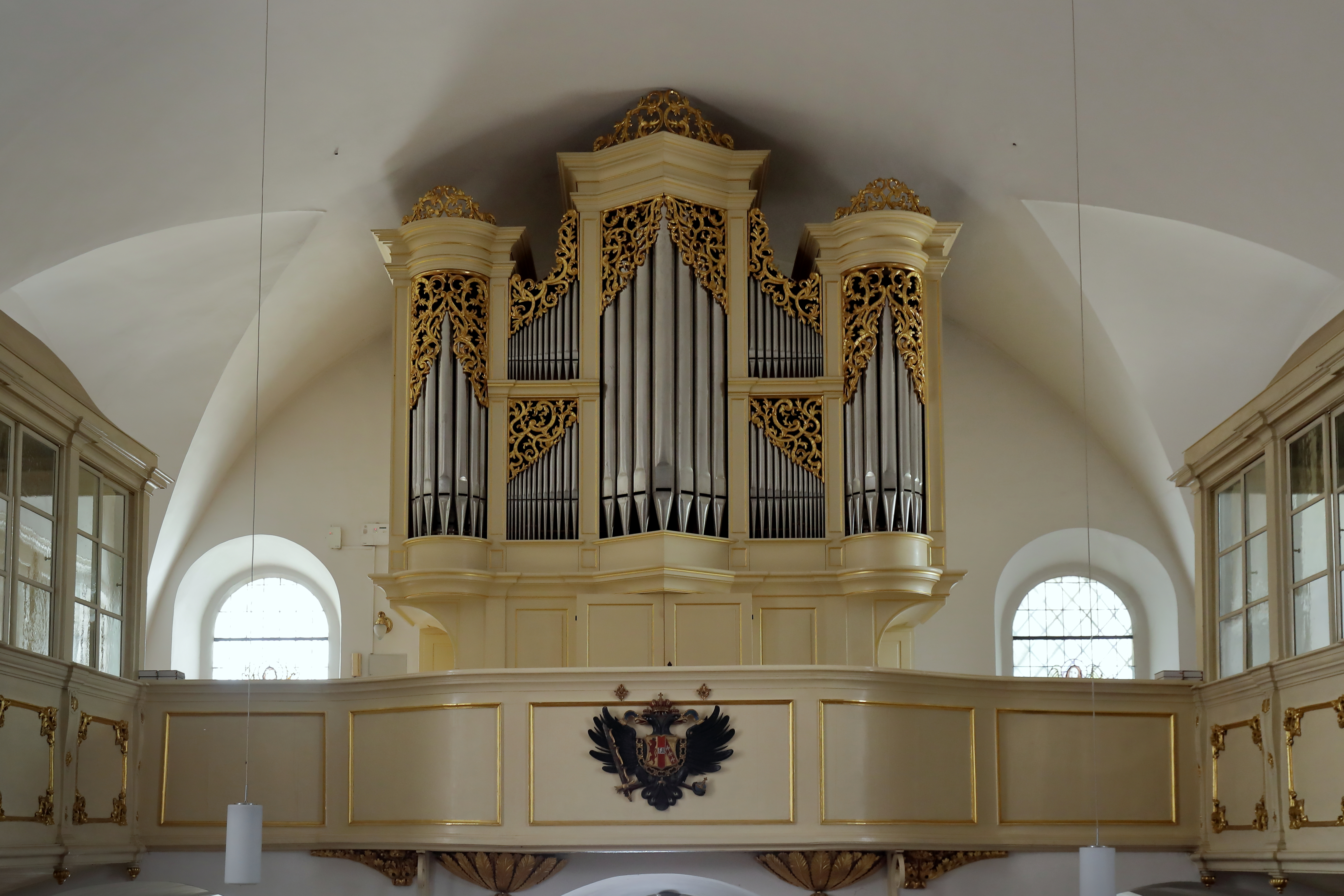
Orgel der Pfarrkirche

Die Orgel baute die Oberösterreichische Orgelbauanstalt St. Florian 1997.

## Grabdenkmäler
- Es gibt mehrere bei den Grabungen aufgefundene Grüfte und Erdgräber, davon wurden einige Grabsteine aufgestellt:

In der Heilig-Grab-Kapelle
- Grabstein Mathias Wider von Widerfels 1708.
- Grabstein Maria Juliana Fischerin von Fischersberg 1768.
- Grabstein Josef Anton Graf von Martinitz 1739 mit Wappen.

In der Äußeren Sakristei
- Wappengrabstein Niclas Pecker Bürger zu Wien 1554
- Wappengrabstein Christoph Eberstarffer 1589

Im Chor
- Grabplatte Maria Christina Zeidler 1679